# Třída Resolution
Třída Resolution byla první postavená třída raketonosných ponorek britského královského námořnictva. Ponorky Resolution, Repulse, Renown a Revenge byly do služby zařazeny v letech 1967–1969. V současnosti jsou již mimo aktivní službu a nahradily je výrazně větší ponorky třídy Vanguard.

## Pozadí vzniku

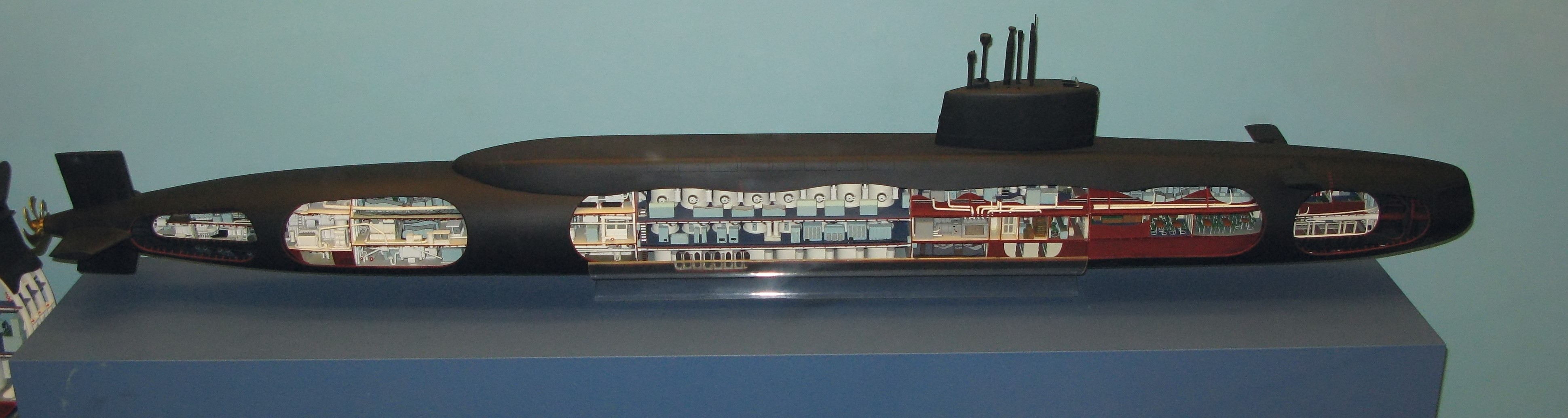
Model ponorky třídy Resolution

V 50. letech a na počátku 60. let Velká Británie předpokládala, že její jaderné zbraně budou na cíl dopraveny pomocí bombardérů Britského královského letectva typů Valiant, Vulcan a Victor. Ty se ale brzy staly zranitelnými díky rozvoji protiletadlových řízených střel a tak měly být vybaveny pro nesení nových amerických řízených střel Skybolt s doletem cca 1600 km. Po zrušení vývoje těchto střel, ve prospěch balistických raket, slíbili Američané dodání balistických raket Polaris, pro které Britové postavili čtyři nosiče v podobě jaderných ponorek (opce na pátou jednotku nebyla využita). Hlavním britským nástrojem jaderného odstrašení se tak staly ponorky Royal Navy. Ponorky Resolution a Repulse postavila loděnice Vickers Armstrong v Barrow-in-Furness, zatímco ponorky Renown a Revenge postavila loděnice Cammell Laird v Birkenheadu. Do služby byly zařazeny v letech 1967–1969.
Jednotky třídy Resolution:
| Jméno                | Založení kýlu | Spuštěna | Vstup do služby    | Status         |
| -------------------- | ------------- | -------- | ------------------ | -------------- |
| HMS Resolution (S22) | 1964          | 1966     | 2. října 1967      | vyřazena 1994  |
| HMS Repulse (S23)    | 1965          | 1967     | 28. září 1969      | vyřazena 1996  |
| HMS Renown (S26)     | 1964          | 1967     | 15. listopadu 1968 | vyřazena 1996  |
| HMS Revenge (S27)    | 1965          | 1968     | 4. prosince 1969   | vyřazena 1992  |
| HMS Ramillies        | –             | –        | –                  | stavba zrušena |

## Konstrukce

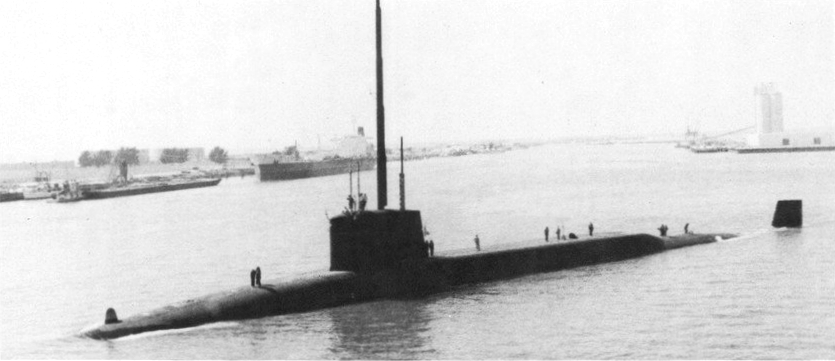
HMS Resolution (S22)

Konstrukce této třídy vycházela z raketonosných ponorek americké třídy Lafayette, které odpovídala rozměry i vzhledem. Britského původu byl zejména pohonný systém, zatímco z USA pocházely balistické rakety, jejich odpalovací trubice a systémy řízení palby. Výzbroj tvořilo šest 533mm torpédometů a šestnáct balistických raket Polaris A-3 s doletem 4000 kilometrů (v 80. letech dostaly vícenásobné hlavice o síle 150 kT). Pohonný systém tvořil jeden tlakovodní jaderný reaktor typu Rolls-Royce PWR-1 a turbíny English Electric Company. Nejvyšší rychlost dosahovala 24 uzlů.